# Regency Bridge
Regency Bridge je silniční most v okrese Mills County ve státě Texas v USA. Jedná se o zavěšený most, který překonává řeku Colorado River. Most je 122 m dlouhý.
Byl vybudován v roce 1939 na místě staršího zříceného mostu. Veškeré práce na Regency Bridge byly provedeny ručně, bez použití mechanizace. Vozovka je provedena z dřevěných prken. V roce 1997 byl most rekonstruován, roku 2003 jej poškodil požár, v roce 2005 byl opět zprovozněn pro veřejnost.